# Heute die! Morgen Du!

Heute die! Morgen du! (Plakat)

Heute die! Morgen du! war der Name einer Kampagne und eines Festivals gegen rechtsextreme Gewalt, das am 13. Dezember 1992 in Frankfurt am Main vor der Messehalle Frankfurt, genauer gesagt direkt vor der Festhalle, stattfand und international live übertragen wurde. Moderiert wurde das dreistündige Konzert von Moderator Fritz Egner. In Frankfurt nahmen etwa 150.000 Zuschauer am Konzert teil.
Die von der Marek Lieberberg Konzertagentur organisierte Veranstaltung fand als Antwort auf die rechtsextremistischen Ausschreitungen in Rostock-Lichtenhagen sowie die Mordanschläge von Mölln statt. Bereits am 9. November 1992 fand auf dem Chlodwigplatz in Köln das Konzert Arsch huh, Zäng ussenander statt, zu dem sich 100.000 Menschen versammelten. Auch zahlreiche Lichterketten gegen rechtsextreme Gewalt wurden zu dieser Zeit organisiert, vor allem die Münchner Lichterkette am 6. Dezember 1992 und am gleichen Abend des Heute die! Morgen du!-Konzerts die Lichterkette in Hamburg.

## Auftretende Musiker
Auf dem Konzert traten die folgenden Künstler als Musiker auf:
- Matthias Jabs und Klaus Meine (Scorpions) – Wind of Change (Akustikversion)
- Stephan Remmler – Mein Freund ist Neger
- Ute Lemper – Die Moritat von Mackie Messer aus der Dreigroschenoper und Der Tod ist ein Meister aus Deutschland aus der Todesfuge von Paul Celan
- Uwe Ochsenknecht – Only One Woman (The Marbles)
- Die Prinzen und Annette Humpe – Bombe
- Pe Werner mit Pur (ohne Hartmut Engler) – Das Wüste lebt
- Edo Zanki – Für wen ein Herz schlägt
- Ulla Meinecke und Rio Reiser – Die Zeitreise
- Herbert Grönemeyer – Keine Heimat
- Klaus Lage Band – Endsieg des Ellbogens
- Heinz Rudolf Kunze – Vertriebener
- Rainbirds und FM Einheit – Mr. Smith (von Bertolt Brecht in einem Arrangement von Nina Simone)
- Münchener Freiheit – Ich steh’ auf Licht
- Klaus Hoffmann – Stein auf Stein
- BAP – Kristallnaach
- Die Fantastischen Vier – Hört’ euch das hier an (abgeleitet von Hört’ euch den hier an) und Die da!?!
- Silly (mit Tamara Danz) – Alles wird besser
- Marianne Rosenberg und Rio Reiser – Der Traum ist aus
- Wolf Maahn – Freie Welt (Setz die Segel)
- Jule Neigel und Peter Maffay – Have a Little Faith in Me (John Hiatt)
- Brings – Ali
- Badesalz – Black or White (Michael Jackson)
- Achim Reichel – Aloha heja he
- Reinhard Mey und Richard Wester – 3. Oktober ’91
- Udo Lindenberg – Panik Panther
- Die Toten Hosen – Sascha … ein aufrechter Deutscher
- Marius Müller-Westernhagen – Freiheit

Zum Abschluss der Veranstaltung spielten alle Musiker gemeinsam das Lied Arsch huh, Zäng ussenander, das für das gleichnamige Konzert am Chlodwigplatz in Köln im Vormonat geschrieben wurde und dort vorgetragen wurde.
Ursprünglich hätte auf dem Festival auch die deutsche Rockband Böhse Onkelz auftreten sollen, aufgrund der rechtsextremen Vergangenheit des Quartetts drohten jedoch etliche Künstler damit, ihre Teilnahme an dem Open Air abzusagen, woraufhin sich Veranstalter Marek Lieberberg gezwungen sah, die Onkelz, die selbst direkt aus Frankfurt am Main stammen, wieder auszuladen.

## Grußbotschaften
Zwischen den Auftritten der Künstler wurden zahlreiche Grußbotschaften verlesen, die von nationalen und internationalen Prominenten stammten, oder selbst vorgebracht:
- Vanessa Redgrave
- Klausjürgen Wussow
- Alfred Biolek
- Rötger Feldmann (Brösel)

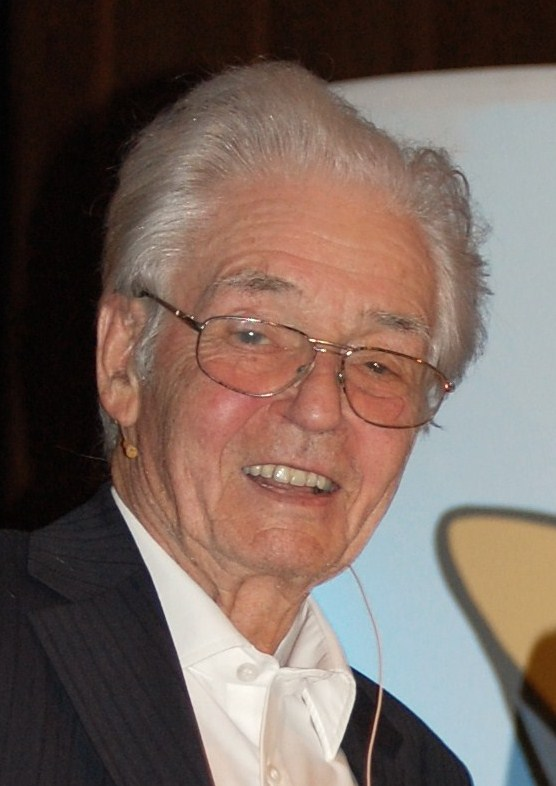
Horst-Eberhard Richter war als Gast anwesend und verlas als erster seine Botschaft selbst.

- Horst-Eberhard Richter, deutscher Psychoanalytiker, Psychosomatiker und Sozialphilosoph
- Hella von Sinnen (begleitet von ihrer Partnerin Cornelia Scheel)
- Stephan Wald (mit einer Parodie auf Helmut Kohl)
- Marianne Rogée und Christian Kahrmann für die Schauspieler der Lindenstraße
- Aktion „Fairpress München“
- Klaus Staeck
- Gustl Bayrhammer
- Harald Juhnke

## Nachwirkungen
Heute die! Morgen du! war nach dem Kölner Konzert Arsch huh, Zäng ussenander das zweite große Konzert gegen Rechts nach den rechtsextremistischen Ausschreitungen im Jahr 1992 (Ausschreitungen in Hoyerswerda, Rostock-Lichtenhagen und Mölln). Diesen folgten mehrere weitere, meist kleinere, Veranstaltungen mit Prominenten aus unterschiedlichen Unterhaltungsbereichen. In der Tagespresse wurde die Veranstaltung in der Regel positiv dargestellt, häufig jedoch auch kritisch betrachtet. So schrieb etwa Peter Kemper in der Frankfurter Allgemeinen Zeitung unter dem Titel „Bekennerwut im Bauch“ von einem „Pathos der Aufrichtigkeit“ unter den Beteiligten, einer beachtlichen Signalwirkung der Veranstaltung und einer intensiven Wirkung ihrer Botschaften. Die Frankfurter Rundschau schrieb von einem „Festival der großen Gefühle und ungewöhnlichen Begegnungen“.
Zugleich kritisierte Kemper jedoch unter anderem die Weigerung der Initiatoren, auch die Band Böhse Onkelz auftreten zu lassen, die an der Veranstaltung teilnehmen wollten und zugesagt hatten. Zu diesem Punkt schrieb er: „Leider wurde ihr guter Wille nicht zugelassen und damit die Chance vertan, populäre Identifikationsfiguren von Jugendlichen, die für ausländerfeindliche Parolen anfällig sind, in die ‚Aktion für Freiheit, Gleichheit und Menschlichkeit‘ zu integrieren.“ Dabei stellt er die Frage: „Wenn die deutsche Rock-Szene nicht einmal in der Lage ist, bekehrte Punk-Extremisten in die eigenen Reihen aufzunehmen, wenn hier keine Toleranzgrenzen überwunden werden können, wie sollen dann erst die internationalisierten Haßgefühle und Vorurteile von Skinheads aufgeweicht werden?“
Anfang Februar 1993 titelte Der Spiegel einen Beitrag als „Overkill der guten Absichten“ und kritisierte diese Entwicklung, bei der die eigentlichen Hintergründe des Protests mehr und mehr in den Hintergrund geraten. Der Musiker Marius Müller-Westernhagen, der beim Heute die! Morgen du! auftrat, wurde mit den folgenden Worten zitiert: „‚Ich glaube nicht, daß es richtig ist, ständig weitere Aktionen zu machen.‘ Besser sei es, mit einer spektakulären Großveranstaltung ein Zeichen zu setzen, danach muß Ruhe sein. So, wie das jetzt passiert, läuft das aufs gleiche hinaus wie bei der Friedensbewegung. Bald kann keiner mehr Kerzen sehen oder Rockmusiker Toleranz predigen hören.‘ Vor allem aber befürchtete Müller-Westernhagen, daß die ‚Inflation solcher Spektakel am Ende die Glaubwürdigkeit mindert und so das Anliegen in Mißkredit bringt.‘“
Bezogen auf Heute die! Morgen du! wurde zudem die Seichtigkeit der Botschaften der auftretenden Künstler kritisiert. So wurde exemplarisch der Münchener Freiheit vorgeworfen: „Beim Frankfurter Rockkonzert dann artikulierten Pop-Fuzzis wie die bayerische „Münchner Freiheit“ nicht bloß musikalisches, sondern auch sprachliches Unvermögen, ihrem guten Willen Ausdruck zu verleihen: „Ich steh’ auf Licht!“ lautete der Kernsatz ihrer Schlager-Botschaft – Minimalismus im Pop-Protest gegen Rechts.“ Auch die Süddeutsche Zeitung kritisiert die Qualität der Beiträge; in ihrem Feuilleton erscheint am 15. Dezember ein Artikel unter dem Titel „Gute Menschen haben schlechte Lieder“, unter dem „Viel Mittelmaß und jede Menge guter Wille“ kritisiert wird. Neben den Moderationen von Egner in „Waschmittelwerber-Tonlage“ wird die „Peinlichkeit der Musiker-Statements“ dargestellt und zu vielen Songs zieht der Artikel das Fazit, „daß dieses Konzert eben nicht nur den guten Willen der deutschen Pop- und Rockmusiker demonstriert, sondern auch ihre künstlerische und politische Hilflosigkeit.“
Ein Jahr nach dem Konzert, im Jahr 1993, erschien das Buch Heute die! Morgen du! von Marek Lieberberg der Marek Lieberberg Konzertagentur mit einem Vorwort von Campino. Es enthält vor allem zahlreiche Live-Bilder der Teilnehmer sowie Kommentare von Musikern und Veranstaltern. Entsprechend einer Besprechung des Musikexpress ist dieses Buch „für Jäger und Sammler ein brauchbares Souvenir“.

## Belege
1. ↑  Arsch huh, Zäng ussenander -Heute Die! Morgen Du!- 13.12.1992 (Frankfurt ). Abgerufen am 19. Mai 2023 (deutsch).
2. 1 2  
Die Reihenfolge der auftretenden Künstler und die Absender der Grußworte wurden der Übertragung des Konzertes durch das ZDF vom 13. Dezember 2012 entnommen, verfügbar auf youtube.com
3. ↑  Chronologie des Jahres 1992 mit Fotos und Videoclips („Neunzehn-Zweiundneunzig: Eine ganze Nation versinkt in Ohnmacht und Scham“) auf der offiziellen Homepage der Böhsen Onkelz in der Rubrik Timeline, www.onkelz.de, abgerufen am 1. Mai 2020
4. 1 2  
Peter Kemper: Bekennerwut im Bauch. In: Frankfurter Allgemeine Zeitung, 15. Dezember 1992.
5. ↑  
„Für Rivalitäten wirklich kein Platz.“ In: Frankfurter Rundschau, 15. Dezember 1992.
6. 1 2  
Overkill der guten Absichten. Der Spiegel 5/1993, online vom 1. Februar 1993.
7. ↑  
Gute Menschen haben schlechte Lieder. In: Süddeutsche Zeitung, 15. Dezember 1992.
8. ↑  
Marek Lieberberg: Review zu Heute die – morgen du! In: Musikexpress, 2. Januar 1994.